# Nordstern
Nordstern er en dansk ejendomsudvikler og totalentreprenør, der udvikler, opfører og renoverer bolig- og erhvervsbyggeri i Danmark.
Boligbyggeri er det største forretningsområde for Nordstern, hvoraf renovering udgør en voksende andel af virksomhedens portefølje. Nordstern har bl.a. stået bag byggerier som Sluseholmen og Mjølnerparken i København samt UNITY og Trælasten i Aarhus.
Nordstern er ejet af kapitalfonden ActivumSG og skabt ved sammenlægningen af CASA og KPC i 2022, men byggeentreprenørens historie går tilbage til 1979.

## Historie
Nordsterns historie startede i Herning i 1979, hvor Kurt Poulsen stiftede entreprenørvirksomheden, KPC BYG. I 1990 åbnede KPC kontor i København og kunne tre år efter præsentere en omsætning på 1 milliard kroner.
I 2006 grundlagde Michael Mortensen, Per Hansen og Peter Rosengreen entreprenørvirksomheden CASA i Horsens og åbnede i 2015 det første kontor i København.
I 2022 blev CASA og KPC samlet under det fælles navn Nordstern. Den tidligere CASA-direktør Torben Modvig fortsatte som CEO og leder nu det samlede Nordstern.
I dag beskæftiger Nordstern omkring 420 medarbejdere på tværs af kontorer og byggepladser i Danmark.

## Byggeri i Danmark
Som ejendomsudvikler og totalentreprenør har Nordstern bl.a. medvirket til byggeprojekter som Sluseholmen og Mjølnerparken i København, JP/Politikens Hus i Aarhus, Guldminen i Ikast samt Vestsalen FÆNGSLET i Horsens. Herudover har Nordsterns opført bolighøjhuset UNITY i Aarhus samt Postbyen i København.
Nordstern har desuden opført og lagt navn til den danske fodboldklub AC Horsens’ hjemmebane Nordstern Arena Horsens, der tidligere er kendt som CASA Arena Horsens.

## Nordsterns ledelse

### KPC
- 1979 – 1997: Kurt Poulsen
- 1997 – 2001: Erik Sørensen
- 2002 – 2022: Bo Knudsen

### CASA
- 2006 – 2018: Michael Mortensen
- 2019 – 2022: Torben Modvig

### Nordstern
- 2022 – nu: Torben Modvig